# Tom (dopływ Obu)
Tom (ros. Томь, szorski Том) – rzeka w Rosji, na Nizinie Zachodniosyberyjskiej, prawy dopływ Obu. 
Długość 827 km. Powierzchnia dorzecza 62 tys. km². Wypływa z zachodnich stoków Gór Abakańskich w Chakasji i uchodzi do rzeki Ob. W górnym biegu typowa rzeka górska, bystra, płynąca w wąskiej dolinie. W biegu środkowym i dolnym szeroka (do 3 km), z licznymi wyspami i płyciznami. Główne dopływy: lewe Mras-Su i Kondoma, prawy Usa.
Rzeka zamarza na ok. 6 miesięcy, żeglowna przy wysokim stanie wód od Nowokuźniecka, wyżej spław drzewa.
Większe miasta położone nad Tomem: Mieżdurieczensk, Tomsk, Nowokuźnieck, Kemerowo.